# Phaethontiformes
Ordre
Les Phaethontiformes sont un ordre d'oiseaux de mer dont les espèces encore vivantes appartiennent au genre Phaethon (en français phaéton).

## Position systématique

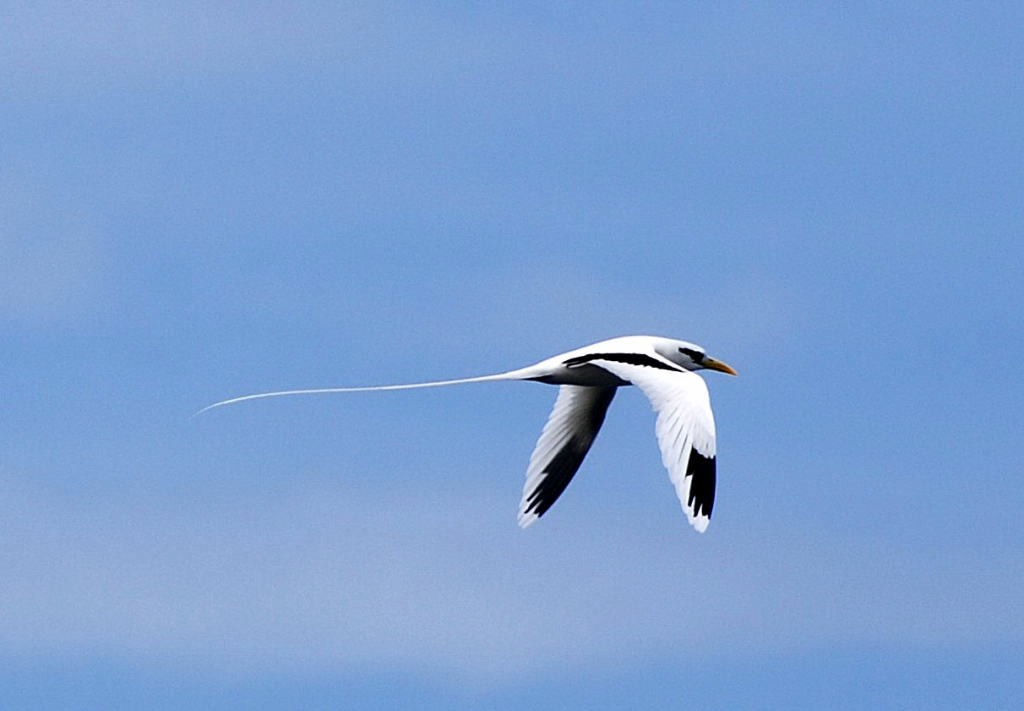
Un spécimen en vol

Les espèces de cet ordre étaient traditionnellement classées dans l'ordre des Pelecaniformes. La phylogénie de Sibley & Monroe a rangé cette famille dans l'ordre des Ciconiiformes.
D'après la classification de référence (version 2.2) du Congrès ornithologique international, c'est maintenant un ordre à part entière.
Harrison and Walker (1976) décrivirent d'abord l'espèce fossile Prophaethon shrubsolei comme un membre du genre Phaethon. En 1977, ils le placèrent dans une famille et un ordre propre. Pour Olson (1985), la séparation n'est pas justifiée, et il place les deux familles dans le sous-ordre Phaethontes (Sharpe). Des études morphologiques menées dans les années 2000 ont conduit à deux hypothèses : les Phaethontidae sont une lignée sœur de tous les Pelecaniformes, ou ils sont une lignée sœur des Procellariiformes. Bourdon et al. ont montré que les Phaethontidae et les Prophaethontidae sont les parents les plus proches. En 2005, Bourdon et al. élèvent Phaethontes au rang d'ordre (Phaethontiformes) et en 2007, Livezey et Zusi le replacent dans les Pelecaniformes

## Liste des familles, genres et espèces
Taxons existants selon la classification de référence (ordre phylogénique, version 5.2, 2015) du Congrès ornithologique international, et taxons fossiles selon sources précisées :
- famille Phaethontidae Brandt, 1840
  - genre Phaethon Linnaeus, 1758
    - Phaethon aethereus Linnaeus, 1758 – Phaéton à bec rouge
    - Phaethon rubricauda Boddaert, 1783 – Phaéton à brins rouges
    - Phaethon lepturus Daudin, 1802 – Phaéton à bec jaune

  - genre † Heliadornis Olson, 1985
    - † Heliadornis ashbyi[2] Olson, 1985
    - † Heliadornis paratethydicus[6] Mlikovsky, 1997
- incertae sedis (proche des Phaethontidae)
  - genre † Phaethusavis Bourdon, 2007[7]
    - † Phaethusavis pelagicus Bourdon, 2007 (Yprésien ; bassin des Ouled Abdoun, Maroc)

- famille † Prophaethontidae[3] (Harrison and Walker, 1976)
  - genre † Lithoptila Bourdon, 2005
    - † Lithoptila abdounensis Bourdon, 2005[8] (Paléocène supérieur et Yprésien ; bassin des Ouled Abdoun, Maroc)

  - genre † Prophaethon Andrews, 1899
    - † Prophaethon shrubsolei Andrews, 1899[1] (Yprésien ; Londres)

  - genre † Zhylgaia Nesov, 1988
    - † Zhylgaia aestiflua[8] Nesov, 1988 (Paléocène supérieur ; Kazakhstan)